# Yo he sido espía
Yo he sido espía, (en inglés, I Was a Spy), es una película de suspenso británica de 1933 dirigida por Victor Saville y producida por Michael Balcon. Está protagonizada por Madeleine Carroll como Marthe McKenna, Herbert Marshall y Conrad Veidt. Basada en las memorias de 1932 I Was a Spy de Marthe McKenna, la película trata sobre sus experiencias como mujer belga que cuidó a soldados alemanes durante la Primera Guerra Mundial mientras pasaba información a los británicos. La película fue producida por Gaumont British Picture Corporation con Woolf & Freedman Film Service y Fox Film Corporation distribuyéndola en el Reino Unido y los Estados Unidos respectivamente.
Yo he sido espía también fue la primera película doblada en Polonia, estrenada en 1935 con el título Siostra Marta jest szpiegiem, protagonizada por Lidia Wysocka como la voz de McKenna. El guion fue escrito por Ian Hay, WP Lipscomb y Edmund Gwenn. Se estrenó en los cines del Reino Unido el 4 de septiembre de 1933. Fue votada como la mejor película británica de ese año y se elogió la actuación de Carroll.
Yo he sido espía se lanzó en DVD el 19 de mayo de 2014.

## Trama
En la Bélgica ocupada por Alemania en 1914, una mujer local cuida a soldados alemanes heridos mientras pasa información a los británicos.

## Reparto

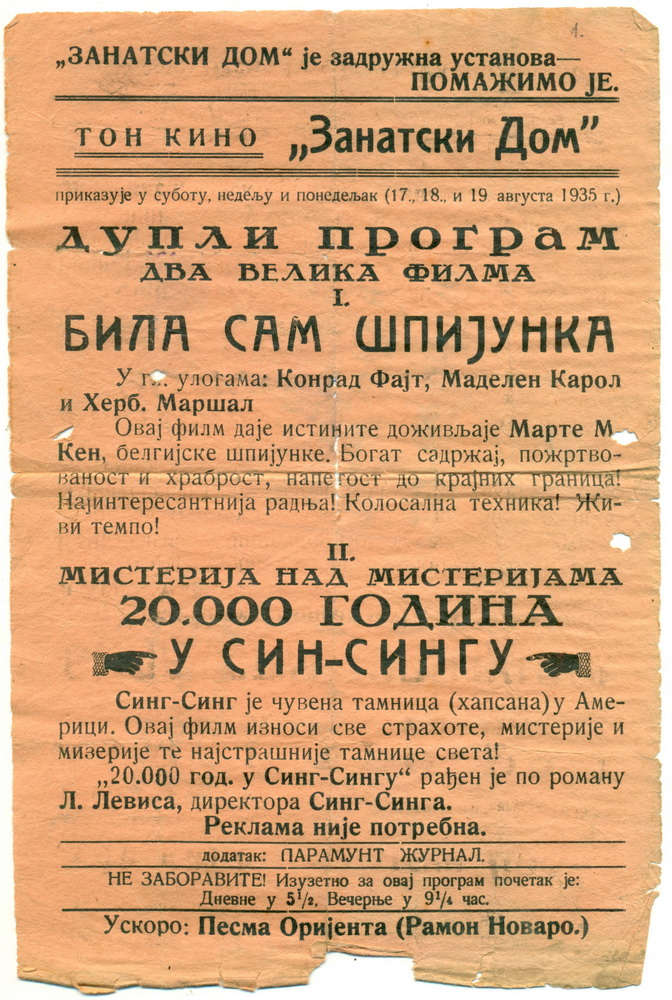
1935: Folleto de "Yo he sido espía" proyectado en un cine local en Prilep, Macedonia (Reino de Yugoslavia).

- Madeleine Carroll como Marthe McKenna

- Herbert Marshall como Stephan
- Conrad Veidt como Commandant Oberaertz
- Edmund Gwenn como burgomaestre
- Gerald du Maurier como Doctor
- Donald Calthrop como Cnockhaert
- May Agate como Madame McKenna
- Eva Moore como Canteen Ma
- Martita Hunt como Aunt Lucille
- Nigel Bruce como Scottie
- George Merritt como Captain Reichmann
- Anthony Bushell como Otto

## Producción
El rodaje tuvo lugar en Shepherds Bush. El productor Michael Balcon envió a Herbert Mason (quien inicialmente fue gerente de producción antes de convertirse en asistente de dirección) para llevar el guion a Bélgica y entregárselo a McKenna para que lo revisara. El guion fue escrito por Edmund Gwenn, quien también interpretó al burgomaestre.

## Proyección
Yo era he sido espía se proyectó en el Lyric Theatre.

## Recepción
En una encuesta realizada por la revista Film Weekly, la película fue votada como la mejor película británica de 1933, y la actuación de Carroll fue votada como la mejor en una película británica. El Daily Mail (21 de noviembre de 1933) la describió como «la película más espléndida producida en este país». El Daily Despatch (21 de noviembre de 1933) la describió como una película «a la altura de las mejores de Hollywood». El crítico de cine y revista Variety , Mordaunt Hall (de The New York Times ), elogió la actuación de Carroll. William Troy para The Nation dijo: «Es el tipo de imagen calculada para hacernos creer que, después de todo, hay algo hermoso y conmovedor en la guerra». El historiador y crítico de cine Paul Rotha dijo para Cinema Quarterly : «Me quito el sombrero ante Gaumont por intentar una película de estatura seria, pero lo reemplazo cuando veo el espíritu con el que se lleva a cabo la acción». El Evening News (Rockhampton) (30 de mayo de 1934) elogió la actuación y la describió como «espectacular en su alcance, humana en sus emociones, dramática en su intensidad y profundamente cautivadora en su atractivo». Halliwell's Film & Video Guide describió la película como "un buen melodrama de espionaje de guerra estándar". Adrian Turner, de Radio Times, comentó: «Los aficionados al cine británico clásico disfrutarán de esta animada historia de espionaje, ambientada durante la Primera Guerra Mundial y con un gran parecido con la leyenda de Mata Hari».
Aunque tuvo éxito en taquilla, ésta no fue la reacción de Saville. Vio la película completa Yo he sido espía con uno de los ayudantes de dirección, Herbert Mason, y quedó devastado; sin embargo, Mason le aseguró que era su "mejor película hasta la fecha".
En 2021, el crítico de cine y autor Derek Winnert elogió al elenco y sus actuaciones.